# Canoë-kayak aux Jeux olympiques d'été de 2024 - K2 500 mètres hommes
Cet article traite de l'épreuve masculine. Pour la compétition féminine, voir Canoë-kayak aux Jeux olympiques d'été de 2024 - K2 500 mètres femmes.
Navigation
Pékin 2008 Los Angeles 2028
L'épreuve masculine du K2 500 mètres des Jeux olympiques d'été de 2024  se déroule les 6 et 9 août 2024 au stade nautique de Vaires-sur-Marne, à environ 30 km à l'Est de Paris.

## Médaillés
| Or                                  | Argent                              | Bronze                                            |
| Allemagne- Jacob Schopf - Max Lemke | Hongrie- Bence Nádas - Sándor Tótka | Australie- Jean van der Westhuyzen - Thomas Green |

## Programme
| Date            | Horaire  | Manche           |
| --------------- | -------- | ---------------- |
| Mardi 6 août    | 09 h 30  | Éliminatoires    |
| Mardi 6 août    | à suivre | Quarts de finale |
| Vendredi 9 août | 10 h 30  | Demi-finales     |
| Vendredi 9 août | à suivre | Finales          |

## Résultats détaillés

### Séries
Les 2 premiers sont qualifiés pour les demi-finales (DF), les autres vont en quarts de finale (Q).
| Rang | Athlète                           | Pays             | Temps         | Notes |
| ---- | --------------------------------- | ---------------- | ------------- | ----- |
| 1    | Jacob Schopf Max Lemke            | Allemagne        | 1 min 28 s 03 | DF    |
| 2    | João Ribeiro Messias Baptista     | Portugal         | 1 min 28 s 10 | DF    |
| 3    | Adrián del Río Marcus Cooper Walz | Espagne          | 1 min 35 s 26 | QF    |
| 4    | Bu Tingkai Zhang Dong             | Chine            | 1 min 36 s 79 | QF    |
| 5    | Hamish Legarth Kurtis Imrie       | Nouvelle-Zélande | 1 min 41 s 18 | QF    |

| Rang | Athlète                               | Pays       | Temps         | Notes |
| ---- | ------------------------------------- | ---------- | ------------- | ----- |
| 1    | Max Rendschmidt Tom Liebscher-Lucz    | Allemagne  | 1 min 28 s 39 | DF    |
| 2    | Bence Nádas Sándor Tótka              | Hongrie    | 1 min 29 s 08 | DF    |
| 3    | Oleh Kukharyk Ihor Trunov             | Ukraine    | 1 min 31 s 24 | QF    |
| 4    | Mindaugas Maldonis Andrejus Olijnikas | Lituanie   | 1 min 31 s 27 | QF    |
| 5    | Jonas Ecker Aaron Small               | États-Unis | 1 min 32 s 01 | QF    |

| Rang | Athlète                               | Pays       | Temps         | Notes |
| ---- | ------------------------------------- | ---------- | ------------- | ----- |
| 1    | Jakub Stepun Przemysław Korsak        | Pologne    | 1 min 28 s 84 | DF    |
| 2    | Carlos Arévalo Rodrigo Germade        | Espagne    | 1 min 28 s 85 | DF    |
| 3    | Pierre-Luc Poulin Simon McTavish      | Canada     | 1 min 28 s 91 | QF    |
| 4    | Marko Novaković Marko Dragosavljević  | Serbie     | 1 min 30 s 71 | QF    |
| 5    | Bekarys Ramatulla Sergii Tokarnytskyi | Kazakhstan | 1 min 38 s 62 | QF    |

| Rang | Athlète                              | Pays           | Temps         | Notes |
| ---- | ------------------------------------ | -------------- | ------------- | ----- |
| 1    | Jean van der Westhuyzen Thomas Green | Australie      | 1 min 28 s 59 | DF    |
| 2    | Bálint Kopasz Ádám Varga             | Hongrie        | 1 min 29 s 37 | DF    |
| 3    | Jakub Špicar Daniel Havel            | Tchéquie       | 1 min 29 s 73 | QF    |
| 4    | Hamish Lovemore Andrew Birkett       | Afrique du Sud | 1 min 33 s 25 | QF    |
| 5    | Andjelo Džombeta Vladimir Torubarov  | Serbie         | 1 min 34 s 22 | QF    |

### Quarts de finale
Les 4 premiers se qualifient pour les demi-finales (DF), les autres sont éliminés.
| Rang | Athlète                               | Pays             | Temps         | Notes |
| ---- | ------------------------------------- | ---------------- | ------------- | ----- |
| 1    | Adrián del Río Marcus Cooper Walz     | Espagne          | 1 min 29 s 12 | DF    |
| 2    | Hamish Lovemore Andrew Birkett        | Afrique du Sud   | 1 min 29 s 75 | DF    |
| 3    | Pierre-Luc Poulin Simon McTavish      | Canada           | 1 min 30 s 01 | DF    |
| 4    | Hamish Legarth Kurtis Imrie           | Nouvelle-Zélande | 1 min 30 s 29 | DF    |
| 5    | Mindaugas Maldonis Andrejus Olijnikas | Lituanie         | 1 min 30 s 30 |       |
| 6    | Bekarys Ramatulla Sergii Tokarnytskyi | Kazakhstan       | 1 min 37 s 58 |       |

| Rang | Athlète                              | Pays       | Temps         | Notes |
| ---- | ------------------------------------ | ---------- | ------------- | ----- |
| 1    | Jakub Špicar Daniel Havel            | Tchéquie   | 1 min 28 s 36 | DF    |
| 2    | Marko Novaković Marko Dragosavljević | Serbie     | 1 min 28 s 57 | DF    |
| 3    | Jonas Ecker Aaron Small              | États-Unis | 1 min 28 s 93 | DF    |
| 4    | Andjelo Džombeta Vladimir Torubarov  | Serbie     | 1 min 29 s 46 | DF    |
| 5    | Bu Tingkai Zhang Dong                | Chine      | 1 min 29 s 58 |       |
| 6    | Oleh Kukharyk Ihor Trunov            | Ukraine    | 1 min 29 s 68 |       |

### Demi-finales
Les 4 premiers se qualifient pour la finale A (FA), les autres vont en finale B (FB).
| Rang | Athlète                        | Pays             | Temps         | Notes |
| ---- | ------------------------------ | ---------------- | ------------- | ----- |
| 1    | Jacob Schopf Max Lemke         | Allemagne        | 1 min 28 s 13 | FA    |
| 2    | Bence Nádas Sándor Tótka       | Hongrie          | 1 min 28 s 38 | FA    |
| 3    | Jakub Špicar Daniel Havel      | États-Unis       | 1 min 29 s 51 | FA    |
| 4    | Jonas Ecker Aaron Small        | États-Unis       | 1 min 29 s 51 | FA    |
| 5    | Bálint Kopasz Ádám Varga       | Hongrie          | 1 min 29 s 66 | FB    |
| 6    | Hamish Lovemore Andrew Birkett | Afrique du Sud   | 1 min 29 s 70 | FB    |
| 7    | Hamish Legarth Kurtis Imrie    | Nouvelle-Zélande | 1 min 30 s 26 | FB    |
| 8    | Jakub Stepun Przemysław Korsak | Pologne          | 1 min 30 s 95 | FB    |

| Rang | Athlète                              | Pays      | Temps         | Notes  |
| ---- | ------------------------------------ | --------- | ------------- | ------ |
| 1    | Jean van der Westhuyzen Thomas Green | Australie | 1 min 26 s 85 | FA, OR |
| 2    | Adrián del Río Marcus Cooper Walz    | Espagne   | 1 min 27 s 24 | FA     |
| 3    | João Ribeiro Messias Baptista        | Portugal  | 1 min 27 s 64 | FA     |
| 4    | Max Rendschmidt Tom Liebscher-Lucz   | Allemagne | 1 min 27 s 67 | FA     |
| 5    | Carlos Arévalo Rodrigo Germade       | Espagne   | 1 min 28 s 49 | FB     |
| 6    | Pierre-Luc Poulin Simon McTavish     | Canada    | 1 min 29 s 01 | FB     |
| 7    | Marko Novaković Marko Dragosavljević | Serbie    |               | FB     |
| 8    | Andjelo Džombeta Vladimir Torubarov  | Serbie    | 1 min 34 s 65 | FB     |

### Finales
| Rang                                | Athlète                              | Pays       | Temps         |
| ----------------------------------- | ------------------------------------ | ---------- | ------------- |
| Médaille d'or, Jeux olympiques      | Jacob Schopf Max Lemke               | Allemagne  | 1 min 26 s 87 |
| Médaille d'argent, Jeux olympiques  | Bence Nádas Sándor Tótka             | Hongrie    | 1 min 27 s 15 |
| Médaille de bronze, Jeux olympiques | Jean van der Westhuyzen Thomas Green | Australie  | 1 min 27 s 29 |
| 4                                   | Adrián del Río Marcus Cooper Walz    | Espagne    | 1 min 27 s 38 |
| 5                                   | Max Rendschmidt Tom Liebscher-Lucz   | Allemagne  | 1 min 27 s 54 |
| 6                                   | João Ribeiro Messias Baptista        | Portugal   | 1 min 27 s 82 |
| 7                                   | Jakub Špicar Daniel Havel            | Tchéquie   | 1 min 29 s 29 |
| 8                                   | Jonas Ecker Aaron Small              | États-Unis | 1 min 30 s 02 |

| Rang | Athlète                              | Pays             | Temps         |
| ---- | ------------------------------------ | ---------------- | ------------- |
| 9    | Carlos Arévalo Rodrigo Germade       | Espagne          | 1 min 30 s 08 |
| 10   | Pierre-Luc Poulin Simon McTavish     | Canada           | 1 min 30 s 80 |
| 11   | Marko Novaković Marko Dragosavljević | Serbie           | 1 min 31 s 50 |
| 12   | Hamish Lovemore Andrew Birkett       | Afrique du Sud   | 1 min 31 s 79 |
| 13   | Jakub Stepun Przemysław Korsak       | Pologne          | 1 min 32 s 05 |
| 14   | Hamish Legarth Kurtis Imrie          | Nouvelle-Zélande | 1 min 32 s 09 |
| 15   | Bálint Kopasz Ádám Varga             | Hongrie          | 1 min 32 s 85 |
| 16   | Andjelo Džombeta Vladimir Torubarov  | Serbie           | 1 min 35 s 60 |